# Denis Leamy
Pas d'image ? Cliquez ici

a Compétitions nationales et continentales officielles uniquement.

b Matchs officiels uniquement.
Dernière mise à jour le 1er septembre 2015.
Denis Leamy, né le 27 novembre 1981 à Cashel en Irlande, est un joueur de rugby à XV, qui joue avec l'équipe d'Irlande depuis 2004, évoluant au poste de troisième ligne aile (1,88 m et 108 kg). Il joue actuellement avec la province du Munster.

## Carrière
Il a reçu sa première cape internationale le 20 novembre 2004, contre l'équipe des États-Unis.
Il joue actuellement avec la province du Munster en Coupe d'Europe (4 matchs et 3 essais en 2004-05) et en Celtic league.
Il a fait partie de l'équipe d'Irlande pour la Coupe du monde 2007 en France.
Il a gagné la Coupe d'Europe en 2008 avec son équipe du Munster en marquant un essai.
Denis Leamy annonce la fin de sa carrière le 22 mai 2012. Il arrête sa carrière à cause d'une blessure à une hanche

## Palmarès
- 57 sélections entre 2004 et 2011
- Sélections par année : 1 en 2004, 5 en 2005, 11 en 2006, 10 en 2007, 7 en 2008, 9 en 2009, 11 en 2010, 3 en 2011
- Tournois des Six Nations disputé: 2005, 2006, 2007, 2008, 2009 et  2011[2]
- participation aux coupes du monde 2007 (4 rencontres disputées) et 2011 (4 rencontres disputées)[3]
- Vainqueur de la Coupe d'Europe (H-Cup) 2008 avec le Munster